# Lucia Gai
Lucia Gai (Pesaro, 3 maggio 1991) è una rugbista a 15 italiana, pilone del Valsugana nel campionato femminile italiano.
È la seconda italiana, dopo Sara Barattin, a raggiungere le 100 presenze internazionali.

## Biografia
Pesarese, crebbe nelle file delle femminili del club rugbistico cittadino iniziando a giocare nel ruolo di centro; passata a Mira nelle file del Riviera del Brenta, si convertì a seconda linea e successivamente a pilone; vinse il titolo nella stagione di debutto nel suo nuovo club e, contestualmente, esordì in Nazionale nel Sei Nazioni 2010.
Tornata al Pesaro nel 2010-11 si confermò titolare nell'Italia che prese parte al Sei Nazioni 2011.
Una seconda volta al Riviera, vinse ulteriori due scudetti con la squadra della Laguna; conquistò con la Nazionale la qualificazione alla Coppa del Mondo di rugby femminile 2017 in Irlanda e si trasferì nel 2016 al Valsugana di Padova per terminare gli studi in scienze motorie presso la locale università.
A Padova vinse il suo quarto scudetto personale alla fine della stagione 2016-17 e in corso di stagione si accordò con la squadra del Rennes per il campionato successivo, anche per valutare opportunità professionali prospettatelesi in Francia.
Il trasferimento è divenuto effettivo dopo la Coppa del Mondo di rugby femminile 2017 a cui Gai ha partecipato con l'Italia, giungendo al nono posto generale.

## Palmarès
- Campionati italiani: 5
Riviera del Brenta: 2009-10, 2011-12, 2012-13
Valsugana: 2016-17, 2021-22